# 李清臣
李清臣（1032年—1102年），字邦直，魏（今河北大名西北）人。
生於宋仁宗明道元年（1032年），七歲能讀書，日誦數千言。慶曆八年（1048年）四月，韓琦移知河北定州，李清臣慕名前往拜訪。韓琦賞識李清臣，將侄女嫁給他，成為韩琦的侄女婿。宋神宗熙寧進士，歷官翰林學士，尚書左丞。熙宁三年（1070年），为秘书郎。歐陽修欣賞其文，以為風格近於蘇軾。作韓琦之行狀，神宗讀之曰：“良史才也。”為兩朝國史編修官。早年韩琦曾上言青苗之弊，李清臣亦不贊成變法。熙宁三年（1070年）三月，司馬光借学士院策试李清臣等的机会，将王安石的“三不足”之说作为试题，向变法派发动猛攻。但司马光要废除新法时，李清臣竟強力反對，遂外放真定府（今河北正定）。元祐八年（1093年），李清臣被召回朝廷。紹聖元年（1094年）二月，起用李清臣為門下侍郎，鄧溫伯為尚書左丞。是年三月，以李清臣为主考官，主持贡举考试。章惇提出将文彦博等反对新法的人流放到岭南，遭李清臣反对。章、李二人因此不和。不久，李清臣出知河南府。宋徽宗初立，入京擔任門下侍郎。崇寧元年（1102年）去世。
著有《李淇水集》，已佚。傳世作品仍有《法原策》，其中仿照孟子，提出“法为贵，君为次之”等说法，即“法立而天下之心定而治道毕矣。法为贵，君位次之。法坏则民亡，民亡则君如之何其尊且安也？故人主尊法，惧法之不立也，故以身先之”。